# پاتریک لیهی (ورزشکار دو و میدانی)
پاتریک لیهی (انگلیسی: Patrick Leahy; ۲۰ مهٔ ۱۸۷۷ – ۱ ژانویهٔ ۱۹۲۶) ورزشکار پرش طول و ارتفاع اهل بریتانیا بود.